# Кам'янка (селище, Покровський район)
Ка́м'янка — селище Очеретинської селищної громади Покровського району Донецької області, в Україні. Населення становить 228 осіб.

## Загальні відомості
Відстань до Донецька становить близько 20 км і проходить переважно автошляхом Н20.
Землі селища межують із східними околицями Авдіївки Донецька область.

## Історія
На території Кам'янки та її околиць розкопано 20 курганів і виявлено 43 поховання доби міді—бронзи, сарматських часів та кочівників (IX—XIII ст. н. е.)..
8 червня 2017 року під час артилерійського обстрілу терористами зазнав поранення 15-річний підліток.
7 лютого 2023 року поблизу села відбувся бій.

## Населення
За даними перепису 2001 року населення селища становило 228 осіб, із них 36,4 % зазначили рідною мову українську та 63,6 %— російську.